# Bassem Feghali

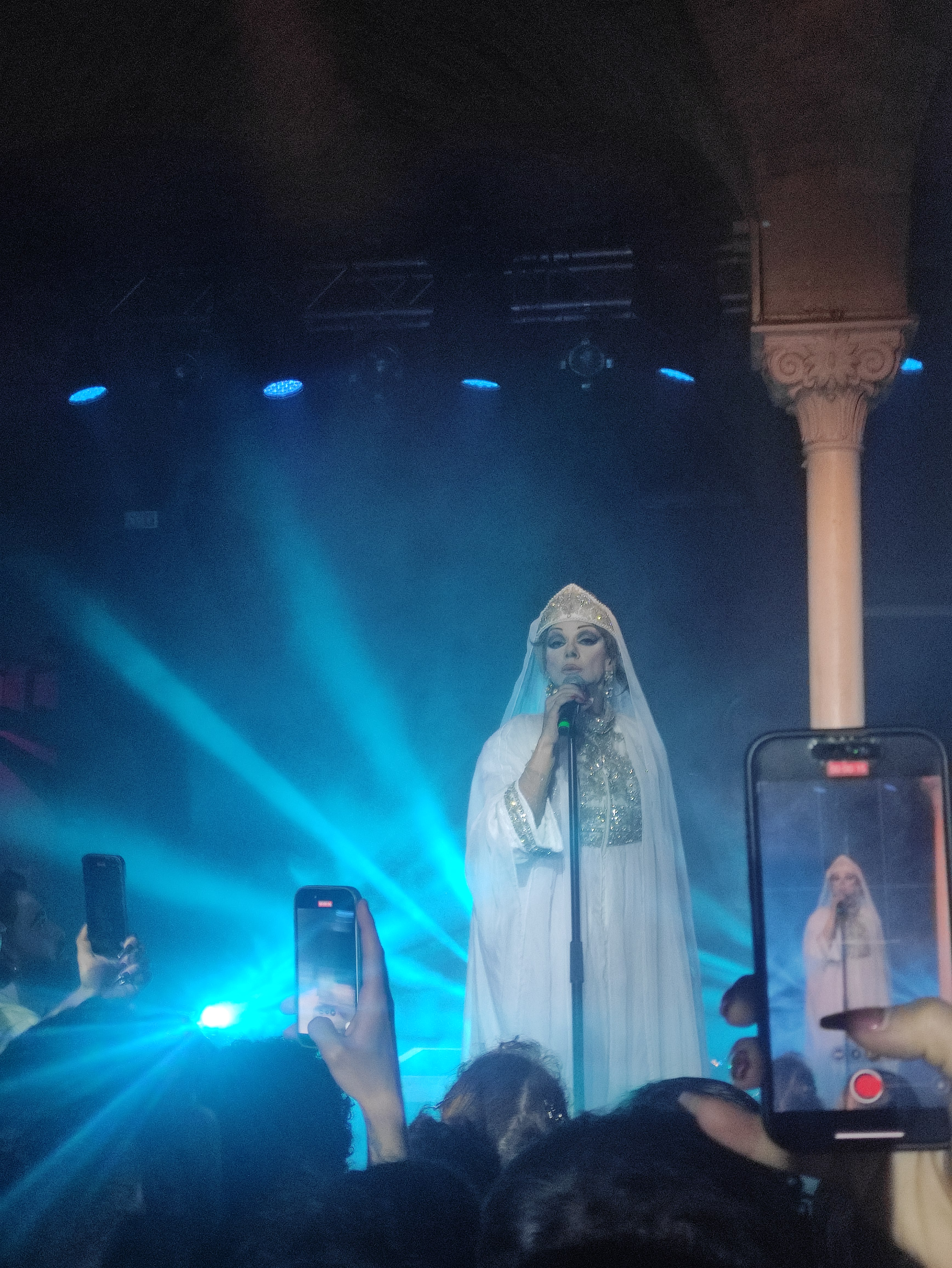
Bassem Feghali bei einem Auftritt bei ADIRA in Berlin, Mai 2025

Bassem Feghali (arabisch باسم فغالي, DMG Bāsim Fiġālī; geb. 21. September 1977 in Wadi Shahrour) ist ein libanesischer Komiker, Sänger, Dragkünstler und Parodist. Er ist bekannt für seine humorvollen Imitationen arabischer und internationaler Prominenter, insbesondere weiblicher Sängerinnen, und gilt als eine der bekanntesten Drag-Persönlichkeiten der arabischen Welt.

## Leben
Feghali wurde in Wadi Shahrour, einem kleinen Ort nahe Beirut, geboren. Er ist ein entfernter Verwandter der libanesischen Sängerin Sabah.
Seine Karriere begann er 1996 mit dem Gewinn einer Goldmedaille bei der libanesischen Talentshow Studio el Fan, die seit den 1970er Jahren ein Sprungbrett für viele arabische Musiker und Schauspieler darstellte, darunter Elissa, Wael Kfoury und Ragheb Alameh. In der Show imitierte Feghali sowohl männliche als auch weibliche Personen des öffentlichen Lebens. Mit einer  Sabah-Imitation gewann er die Goldmedaille und unterschrieb im Anschluss einen Zehnjahresvertrag mit dem libanesischen Fernsehsender LBC.
Nach seinem Durchbruch mit Studio El-Fan wurde Feghali zu einer festen Größe im libanesischen Fernsehen, insbesondere auf dem Sender LBC, wo er in zahlreichen Primetime-Shows auftrat. Während des Ramadans 2006 moderierte er die tägliche Fernsehsendung Alf Wayle Bi Layle, in der er täglich eine andere arabische Künstlerin imitierte. Diese Sendung machte ihn im gesamten arabischen Raum bekannt.
Feghali ist für seine Zurückhaltung in Bezug auf sein Privatleben bekannt. Er meidet öffentliche Auftritte außerhalb seiner Shows und gibt selten Interviews. Trotz seiner Popularität in der arabischen Welt bleibt sein persönliches Leben weitgehend privat.

## Stil
Feghalis Auftritte zeichnen sich durch aufwendige Kostüme, Perücken und Make-up aus. Er kombiniert Gesang, Comedy und Tanz, um bekannte Persönlichkeiten humorvoll darzustellen. Er schreibt seine eigenen Sketches, gestaltet seine Bühnenbilder und Kostüme selbst, nimmt seine Musik auf und bereitet sich mit intensiven Proben, Diäten und Workouts auf seine Rollen vor. Er ist bekannt dafür, sich akribisch auf jede Figur vorzubereiten.
Feghali begann seine Karriere mit der Imitation von Sabah und erweiterte sein Repertoire um zahlreiche libanesische und internationale Künstlerinnen wie Fairouz, Haifa Wehbe, Nancy Ajram, Shakira, Marilyn Monroe und Britney Spears. Er ist bekannt dafür, die Stimmen der von ihm parodierten Künstlerinnen ohne Lippensynchronisation nachzuahmen, was ihm besondere Anerkennung einbrachte.
Neben bekannten Persönlichkeiten erschuf Feghali auch eigene, satirisch überzeichnete Figuren. Eine seiner berühmtesten Kreationen ist Antika Sursock, eine karikierte Darstellung der christlich-libanesischen Aristokratie. Antika spricht hauptsächlich Französisch, gibt sich weltgewandt und erinnert an vergangene Glamourzeiten. Eine weitere Figur ist Hala Tamarzof, eine oberflächliche und geschwätzige junge Frau aus Keserwan, die sich in Klatschmagazinen und Horoskopen verliert.

## Bedeutung
Seine Arbeit hat dazu beigetragen, Drag-Kunst im Nahen Osten sichtbarer zu machen und Diskussionen über Geschlechterrollen und gesellschaftliche Normen anzuregen. Viele seiner Catchphrases haben Einzug gefunden in die arabische Umgangssprache. Sein Einfluss auf die Drag-Szene in der arabischen Welt wurde mit dem von RuPaul auf die Drag-Szene in den USA verglichen.
Auch auf andere Kunstformen hatte Feghali Einfluss. Der Modeschöpfer Shukri Lawrence nennt Feghali als eine seiner wichtigsten Inspirationen. Die kuwaitische Musikerin Fatima Al Qadiri hat 2017 Ausschnitte aus Sketches von Feghali in einem Lied verarbeitet.
Im Jahr 2000 wurde Feghali mit dem „Murex d'Or“ als bester Monologist des Jahres ausgezeichnet.